# Параллельные жизни
«Параллельные жизни» — кинофильм.

## Сюжет
На юбилей школы собрались уже совсем немолодые выпускники. Кто-то из них ушёл в политику, кто-то в бизнес, по-разному сложились их жизни. Однако встреча заканчивается убийством.

## В ролях
- Джеймс Белуши
- Джеймс Бролин
- Лайза Миннелли
- Пол Сорвино
- Бен Газзара
- Патриша Уэттиг